# Приразломное месторождение
Приразломное месторождение — единственное на сегодняшний день месторождение на арктическом шельфе России, где добыча нефти уже начата. Нефть нового российского сорта получила название Arctic Oil (ARCO) и впервые была отгружена из Приразломного в апреле 2014 года. Относится к Тимано-Печорской нефтегазоносной провинции.
Месторождение расположено на шельфе Печорского моря в 55 км к северу от посёлка Варандей и в 320 км к северо-востоку от г. Нарьян-Мар (р. Печора). Глубина моря в районе месторождения составляет 19—20 метров.
Приразломное открыто в 1989 году и содержит более 70 млн т извлекаемых запасов нефти, что позволяет достичь годового уровня добычи порядка 5,5 млн тонн. Лицензия на разработку принадлежит компании «Газпром нефть шельф» (дочернее общество «Газпром нефти» до переименования — ЗАО «Севморнефтегаз»). В 2016 году на месторождении добыто 2,2 млн т нефти.
Приразломное — уникальный российский проект по добыче углеводородов на шельфе Арктики. Впервые добыча углеводородов на арктическом шельфе ведётся со стационарной платформы — морской ледостойкой стационарной платформы (МЛСП) «Приразломная». Платформа позволяет выполнять все технологические операции — бурение скважин, добычу, хранение, отгрузку нефти на танкеры и т. д.

## Освоение месторождения
Добыча на месторождении начата в декабре 2013 года. В сентябре 2014 года был добыт миллионный баррель нефти. Всего в 2014 году на Приразломном было добыто порядка 2,2 млн баррелей нефти (около 300 тыс. тонн). В ноябре 2015 года на месторождении была добыта миллионная тонна первой российской арктической нефти.
Срок эксплуатации месторождения — не менее 25 лет.
В общей сложности проектом предусмотрен ввод в эксплуатацию 32 скважин, в том числе 19 добывающих, 12 нагнетательных и одной поглощающей.

## Характеристики месторождения
Приразломное месторождение расположено на шельфе в юго-восточной части Печорского моря на продолжении Варандей-Адзьвинской структурной зоны в 980 км от морского порта Мурманск. Район характеризуется сложными природно-климатическими условиями: ледяной покров сохраняется в течение 7 месяцев, высота торосов достигает 2 метров, минимальная температура воздуха может опускаться ниже — 45 °С.
Нефть ARCO отличается высокой плотностью (около 910 кг на куб. м), повышенным содержанием серы и низким содержанием парафина. Относительно тяжёлая по сравнению с обычной российской экспортной нефтью, ARCO хорошо подходит для глубокой переработки на заводах северо-западной Европы. Из неё производятся уникальные химические продукты, которые могут использоваться в дорожном строительстве, шинном производстве, в космической и фармацевтической отраслях.

## МЛСП «Приразломная»
Освоение месторождения ведётся с платформы «Приразломная». Она рассчитана на эксплуатацию в экстремальных природно-климатических условиях, отвечает требованиям безопасности и способна выдержать максимальные ледовые нагрузки.
Поскольку море в районе платформы неглубокое, то она установлена непосредственно на дно. Таким образом все скважины бурятся внутри платформы — её основание одновременно является надёжной преградой между скважиной и открытым морем. Кроме того, установленное на скважинах специальное оборудование позволяет предотвратить выброс нефти или газа.
Система хранения нефти на платформе предусматривает «мокрый» способ размещения сырья в резервуарах, что исключает попадание в ёмкости кислорода и образование взрывоопасной среды. Отгрузочная линия по перекачке нефти на танкер оборудована системой аварийной остановки и закрытия, которая срабатывает мгновенно.

## Открытие месторождения
Первые шаги по изучению шельфа Печорского моря предпринимались с начала 1960-х годов, однако планомерное изучение сейсморазведкой этого региона началось с конца 1970-х годов, когда была организована Мурманская морская геологоразведочная экспедиция (ММГРЭ), переименованная в 1985 году в трест «Севморнефтегазгеофизразведка», а с 1988 года — в трест «Севморнефтегеофизика».
Впервые Приразломная структура выявлена сейсморазведкой в 1977 г. и подготовлена к глубокому бурению по результатам сейсморазведочных и опытно-методических работ в 1980-87 гг. Были построены структурные карты, выполнено тектоническое районирование, выявлено 9 локальных поднятий, позднее 21 локальное поднятие, часть из которых подготовлены к глубокому бурению.
Бурение в пределах акватории Печорского моря проводилось объединением «Арктикморнефтегазразведка» (г. Мурманск) с 1981 года. Прогноз продуктивности подтвердился бурением скважины в 1989 году.
Последующие работы в 1991 г. позволили создать геологическую модель месторождения и сделать прогноз коллекторских свойств продуктивных горизонтов.
К концу 1995 года в восточной части Печорского моря было пробурено 7 морских поисковых и разведочных скважин и открыто 3 месторождения углеводородов в карбонатных отложениях пермо-карбона (Северо Гуляевское — газоконденсатное, Приразломное и Варандейское — нефтяные).
Этап регионального изучения восточной части акватории Печорского моря в настоящее время завершён и акватория подготовлена для целенаправленных поисков месторождений углеводородного сырья.

## Управляющие компании

### Росшельф
29 мая 1992 года, в соответствии с Распоряжением правительства РФ от 6 апреля 1992 года, было учреждено ЗАО «Российская компания по освоению шельфа» («Росшельф»). В приложенный к распоряжению состав учредителей вошли 20 организаций, в том числе «Севмаш», «Курчатовский институт», «Газпром», «Рубин», «Малахит», «Архангельскгеология» (с 1995 года — «Архангельское геологодобычное предприятие», «Архангельскгеологодобыча», АГД) и другие компании, связанные с разработкой Штокмановского и Приразломного месторождений арктического шельфа. 15 марта 1993 года, на основании Указа Президента РФ от 30 ноября 1992 года, «Росшельф» получает лицензии сроком на 25 лет (до 2018 года) на право поиска, оценки залежей углеводородов и добычи нефти на указанных месторождениях.
В 1994 году между «Газпромом», «Росшельфом» и австралийской компанией BHP Petroleum, входящей в состав промышленной группы Broken Hill Proprietary (с 2001 года — BHP Billiton), было заключено соглашение о принципах сотрудничества по освоению Приразломного месторождения, предусматривавшее, что австралийская компания возьмёт на себя половину эксплуатационных расходов по проекту и получит половину прибыли от разработки месторождения. В конце 1998 — начале 1999 года BHP Petroleum заявляет о своём выходе из концорциума, сочтя участие в нём «экономически нецелесообразным».

### Севморнефтегаз
4 октября 2001 года между «Роснефтью» и «Газпромом» было подписано соглашение о совместном освоении пяти крупных месторождений, расположенных в Ямало-Ненецком автономном округе и на шельфе Баренцева моря. В их число помимо Штокмановского и Приразломного вошли Харампурское нефтегазоконденсатное, Вынгаяхинское газонефтяное и Етыпуровское месторождения. В декабре 2001 — январе 2002 года «Роснефть» и «Газпром» через дочерние компании ОАО "НК «Роснефть-Пурнефтегаз» и ЗАО «Росшельф» соответственно равными долями учредили ЗАО «Севморнефтегаз».
1 августа 2002 года советом директоров ЗАО «Росшельф» было принято решение о переоформлении лицензий на пользование участками недр Штокмановского и Приразломного месторождений с ЗАО «Росшельф» на ЗАО «Севморнефтегаз». Распоряжением Правительства РФ от 28 ноября 2002 года лицензия на освоение Приразломного месторождения была переоформлена на ЗАО «Севморнефтегаз» (лицензия ШПЧ № 11323 НЭ от 28.11.2002). В свою очередь ОАО «Архангельскгеологодобыча» обратилось в арбитражный суд с иском о признании недействительным решения совета директоров ЗАО «Росшельф», и решением суда 4 марта 2003 года исковые требования были удовлетворены. Однако 11 августа того же года от «Архангельскгеологодобычи» поступило ходатайство об отказе от иска. 18 августа 2003 года предыдущее решение суда было отменено, а производство по делу — прекращено.
29 декабря 2004 года стало известно о продаже «Роснефтью» «Газпрому» всех своих долей в компаниях, связанных с освоением Штокмановского и Приразломного месторождений, — «Росшельфе» и «Севморнефтегазе» — за 1,7 млрд долларов.

### Газпром нефть шельф
1 июня 2009 года ООО «Севморнефтегаз», 100 % акций которого принадлежат «Газпрому», было переименовано в ООО «Газпром нефть шельф». В октябре того же года Роснедра переоформили лицензии на Приразломное месторождение с ООО «Севморнефтегаз» на ООО «Газпром нефть шельф». С мая 2014 года «Газпром нефть шельф» является дочерним обществом ПАО «Газпром нефть».

## Реакция природоохранных организаций
Союз охраны птиц России неоднократно обращался к проблеме воздействия добычи нефти на шельфе северных морей на природу Арктики. Первый раз месторождение «Приразломное» в числе других опасных для птиц объектов нефтегазового комплекса было упомянуто ещё в 2004 году. В 2010—2011 гг Союз охраны птиц России несколько раз обращался в дочернее предприятие «Газпрома» — компанию «Газпром нефть шельф» с просьбой предоставить проектную документацию для общественной экологической экспертизы проекта МЛСП «Приразломная», одна компания каждый раз отвечала отказом (каждый раз назывались разные причины).
В августе 2011 года Союз охраны птиц России, Социально-Экологический Союз, WWF России, Гринпис России и Беллона Россия выступили с совместным заявлением, что освоение месторождения «Приразломное» неприемлемо из-за экологических и экономических рисков.
В 2012 и 2013 годах организация «Гринпис» проводила акции протеста около платформы «Приразломная».

## Отгрузка первой партии нефти
18 апреля 2014 года на танкер «Михаил Ульянов» была отгружена первая партия нефти с месторождения. Танкер направился в Роттердам.
1 мая 2014 года судно «Гринпис» Rainbow Warrior III пыталось помешать этому танкеру войти в порт Роттердама. Представители полиции Нидерландов остановили Rainbow Warrior III и поднялись на борт судна. При этом 30 активистов были задержаны. Танкер пришвартовался в порту.
В сентябре 2014 года с Приразломного был отгружен второй танкер с нефтью. 4 октября 2014 года, когда танкер подходил к порту в Роттердаме, суд Амстердама постановил, что международная природоохранная организация Greenpeace будет оштрафована как минимум на 50 тысяч евро, если попытается помешать «Газпрому» доставлять нефть в порт Роттердама в дальнейшем.